# Římskokatolická farnost Ledenice
Římskokatolická farnost Ledenice je územním společenstvím římských katolíků v rámci vikariátu České Budějovice - venkov českobudějovické diecéze.

## O farnosti

### Historie
První zprávy o vsi Ledenice pochází z roku 1291, kolem roku 1300 zde byl postaven kostel. První zprávy o místní duchovní správě (plebánii) jsou z roku 1359. V pozdější době byl několikrát přestavován, naposledy v první polovině 19. století. Po poslední přestavbě byl 23. srpna 1846 znovu vysvěcen.

#### Duchovní správci
- 1915–1948 R.D. František Kroiher (farář)

### Současnost
Ve farnosti sídlí trvalý jáhen, který je zároveň jejím materiálním správcem. Duchovní správu zde - jako administrátor in spiritualibus vykonává kněz, dojíždějící z Borovan.
| Kostel              | Místo       | Bohoslužba    | Bohoslužba  | Poznámka     |
| ------------------- | ----------- | ------------- | ----------- | ------------ |
| Kostel sv. Vavřince | Ledenice    | neděle středa | 9.30 17.00  | farní kostel |
| Kaple               | Ohrazení    | neslouží se   | neslouží se | obecní kaple |
| Kaple               | Ohrazeníčko | neslouží se   | neslouží se | obecní kaple |